# Hsp70
Білок Hsp70 (англ. 70 kilodalton heat shock proteins) — група консервативних убікватарних білків теплового шоку. Білки з аналогічною структурою існують практично у всіх живих організмах. Є важливою механічною частиною для згортання білка і допомагають захистити клітину від стресу.

## Історія відкриття
Сімейство Hsp70 легко активується в процесі теплового стресу і токсичних хімічних речовин, зокрема, для важких металів, таких як миш'як, мідь, ртуть та ін. Hsp70 був спочатку виявлений Ф. М. Рітоссою в 1960, коли працівник лабораторії випадково збільшив температуру інкубації дрозофіли (плодова мушка). При розгляді хромосоми вчені виявили пуффи. Це вказувало на підвищену транскрипцію генів невідомого білка.
 Це було пізніше описано як «сигнал теплового шоку», а білки стали називатися «білки теплового шоку» (англ. Heat Shock Proteins, Hsps)

## Структура

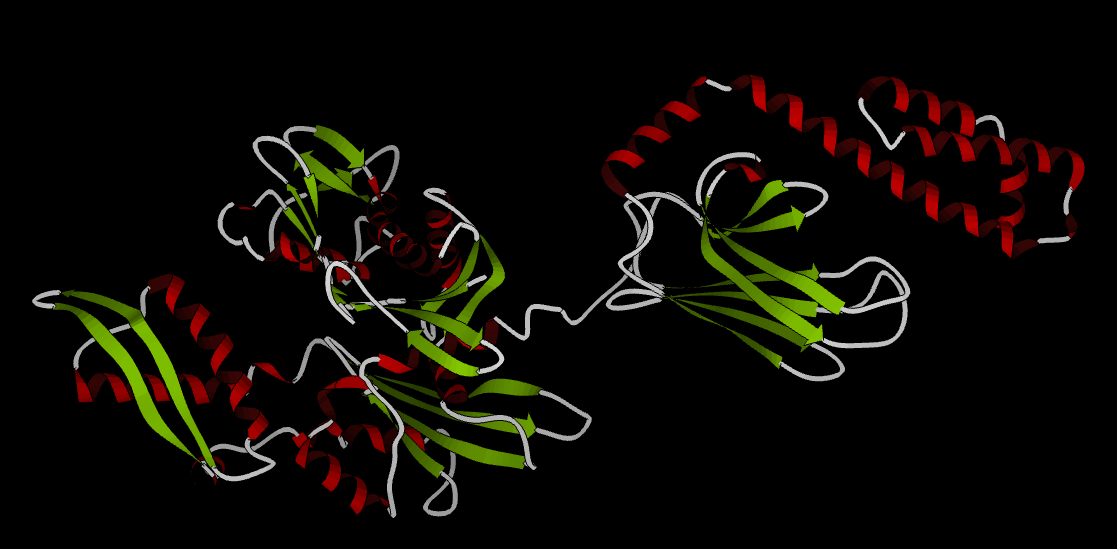
Hsp70 (PDB бази даних 2KHO). Зліва домен НКДА, який може зв'язуватися з АТФ і АДФ. У правому нижньому куті — жолоб субстрат зв'язуючого домену. У правому верхньому куті знаходиться «кришка» домену. (α -спіралі показані червоним кольором. β-нитки показані зеленим кольором).)

Білки Hsp70 мають 3 функціональні області:
- N-кінцевий домен АТФази (англ. N-terminus) — знаходиться на N-кінці та пов'язує АТФ (аденозинтрифосфат) і гідролізує його АДФ (аденозиндифосфат). НКДА складається з двох часток з глибокою щілиною між ними, в нижній частині якого зв'язуються нуклеотиди (АТФ і АДФ). Обмін АТФ і АДФ призводить до конформаційних змін в двох інших доменах.
- Субстрат зв'язуючий домен — домен, який складається з 25 кДа β-листа субдомена і 10 кДа спірального субдомена. Субдомен β-листа складається з скручених β-листів з виступаючими вгору петлями, як типовий β-барель, який оточує пептидну основу субстрату. ССД містить жолоб зі спорідненістю для нейтральних гідрофобних амінокислотних залишків. Жолоб має достатню довжину до семи залишків, щоб взаємодіяти з пептидами.
- С-кінцевий домен — домен, який багатий на альфа-спіральну структуру діє як «кришка» для субстрат зв'язувального домену. Спіральний субдомен складається з п'яти спіралей: з двох спіралей, які стабілізують його внутрішню структуру, і кріпляться з двох сторін субдомену β-листа. Крім того, одна з спіралей утворює сольовий місток і кілька водневих зв'язків зовнішніх петель, тим самим закриваючи кишеню ССД, як кришкою. Три спіралі в цій області утворюють іншу гідрофобную серцевину, яка може служити стабілізатором «кришки». Коли білок Hsp70 пов'язаний з АТФ, то кришка відкрита, і пептиди зв'язуються і звільняються відносно швидко. Коли ж білок Hsp70 пов'язаний з АДФ, тоді кришка закрита, і пептиди тісно пов'язані з ССД.[5]

## Регуляція
Hsp70, як правило, знаходиться в стані зв'язку з АТФ, у разі, якщо немає взаємодії з субстратом пептиду. Hsp70 по собі характеризується дуже слабкою АТФазною активністю, такою, що спонтанний гідроліз не відбуватиметься протягом довгого часу. Коли знову синтезовані білки виходять з рибосом, субстрат-зв'язуючий домен Hsp70 розпізнає послідовності гідрофобних амінокислотних залишків, і взаємодіє з ними. Ця спонтанна взаємодія має оборотній характер, і в АТФ зв'язаному стані Hsp70 може відносно вільно зв'язувати і вивільняти пептиди. Тим не менш, присутність пептиду в сполучному домені стимулює активність АТФази Hsp70, збільшуючи його швидкість гідролізу АТФ.
Коли АТФ гідролізується до АДФ зв'язувальна кишеня Hsp70 закривається, міцно стримуючи його в пастці пептидного ланцюга. Крім того, прискорює гідроліз АТФ так званий J-домен шаперони: в першу чергу Hsp40 еукаріот, і DnaJ у прокаріотів. Ці шаперони різко підвищують АТФазну активність Hsp70 у присутності взаємодіючих пептидів.
Міцно пов'язаний з частково синтезованими пептидними послідовностями (неповними білками), Hsp70 запобігає їх від злипання і від відмови функціонування. Після того, як весь білок синтезується, нуклеотид-обмінний фактор (BAG-1 і HspBP1 серед тих, які були визначені) стимулює вивільнення АДФ і зв'язування нового АТФ, відкриваючи зв'язуючу кишеню. Білок може самостійно складатися сам, або бути переданим іншим шаперонам для подальшої обробки.
Hsp70 також допомагає при трансмембранному транспорті білків, стабілізуючи їх у частково складеному стані.
Hsp70 білки можуть діяти так, щоб захистити клітини від теплового або окисного стресу. Ці стреси, зазвичай, впливають негативно на білки, в результаті чого, можливе часткове перетворення і агрегування. Клітини, тимчасово пов'язані з гідрофобними залишками, піддаються стресу, Hsp70 допомагає цим частково денатурованим білкам запобігти агрегування, і дає їм можливість повторно згортатися.

## Рак
HSP 70 гіперекспресується в злоякісній меланомі і пригнічується при нирково-клітинній карциномі.

## Родина білків
Нижче приведена таблиця списку генів людини Hsp70 і їхні відповідні білки:
| Ген     | Білок     | Синоніми       | Субклітинне розташування |
| ------- | --------- | -------------- | ------------------------ |
| HSPA1A  | Hsp70     | HSP70-1, Hsp72 | Ядро клітини/Цитоплазма  |
| HSPA1B  | Hsp70     | HSP70-2        | Ядро/Цитоплазма          |
| HSPA1L  | Hsp70     |                | ?                        |
| HSPA2   | Hsp70-2   |                | ?                        |
| HSPA4   | Hsp70-4   |                | ?                        |
| HSPA4L  | Hsp70-4L  |                | ?                        |
| HSPA5   | Hsp70-5   | BiP/Grp78      | ЕПР                      |
| HSPA6   | Hsp70-6   |                | ?                        |
| HSPA7   | Hsp70-7   |                | ?                        |
| HSPA8   | Hsp70-8   | Hsc70          | Nuc/Cyto                 |
| HSPA9   | Hsp70-9   | Grp75/mtHsp70  | Мітохондрія              |
| HSPA12A | Hsp70-12a |                | ?                        |
| HSPA14  | Hsp70-14  |                | ?                        |